# Louis Lyklema
Louis Jacobus Lyklema (Leeuwarden, 16 januari 1946) is een Nederlands oud-politicus en was lid van de VVD.

## Afkomst en opleiding
De vader van Louis Lyklema was Jan Fokke Lyklema (1910-1960) en was tandarts in Leeuwarden. Zijn grootvader Louis Jacobus Lyklema (1874-1949) was hoofdinspecteur bij de PTT en zijn grootvader via moeders zijde Jan Marten Kingma (1881-1961) was directeur-grootaandeelhouder van Kingma's bank (later bekend als ABN/Kingma's Bank). Jan Marten Kingma was daarnaast van 1948 tot 1951 voorzitter van Koninklijke Vereniging De Friesche Elf Steden en is een gedocumenteerde (vijfde generatie) nazaat van de achttiende-eeuwse reder Hylke Jans Kingma.
Lyklema zat in Leeuwarden op de Leeuwarderschoolvereniging en vervolgens van 1958 tot 1966 op het Stedelijk Gymnasium Leeuwarden waar hij de Alfa-richting volgde. Op deze school leerde hij ook Yvonne Lehmkuhl kennen, waar hij sinds 1971 mee getrouwd is. Het gymnasium diploma behaalde hij in 1967 in Rotterdam, als leerling van het Gymnasium Erasmianum. Vervolgens vervulde hij zijn dienstplicht als sergeant bij de Verbindingsdienst. Daarna studeerde hij rechten aan de Rijksuniversiteit Groningen, maar heeft die studie niet afgemaakt.

## Politieke carrière
Lyklema begon zijn politieke loopbaan bij de JOVD en zat samen met Yvonne in de toenmalige jeugdgemeenteraad van Leeuwarden. Hij is na zijn studie in Groningen gaan werken bij de gemeente Kollumerland en Nieuwkruisland. Daarnaast was hij vanaf 1981 lid van de Provinciale Staten van Friesland. Daar werd hij in 1988 verkozen tot fractievoorzitter van de VVD. Na de Provinciale Statenverkiezingen van 1991 werd hij benoemd tot gedeputeerde. Partijgenoot Hans Wiegel was op dat moment nog commissaris van de Koningin in de provincie Friesland. In 1995 werd Lyklema waarnemend burgemeester van de Drentse gemeente Ruinerwold, maar per 1 januari 1998 ging die gemeente op in de nieuwe gemeente De Wolden, waarmee zijn functie kwam te vervallen. Later dat jaar werd hij waarnemend burgemeester van de Zuid-Hollandse gemeente Ter Aar, waar op dat moment grote interne problemen heersten. Nadat deze problemen grotendeels waren opgelost, werd hij waarnemend burgemeester van de Groningse gemeente Vlagtwedde. In 2002 keerde hij terug in Friesland als gevolg van zijn benoeming tot burgemeester van Achtkarspelen (Buitenpost en omgeving). In 2007 besloot hij vanwege gezondheidsproblemen deze functie neer te leggen.

## Privéleven
Louis Lyklema is getrouwd met Yvonne Lehmkuhl. Samen hebben zij drie zonen en vijf kleinkinderen.

## Onderscheiding
- Ridder in de Orde van Oranje-Nassau (14 april 1995)
- Erepenning Ter Aar

## Trivia
- Lyklema begon als volontair bij de toenmalige burgemeester Jacobus Anker in Utingeradeel. Jacobus Anker is de vader van de tweeling Wim en Hans Anker die bekend zijn geworden als advocaat.
- In 1998 werd in het vakantiehuisje van Lyklema in Eernewoude een nest gevonden met jonge boommarters. Dit was de eerste waarneming van een nest boommarters in Noord-Nederland.
- In 2003 mocht Lyklema als burgemeester  koningin Beatrix ontvangen die een streekbezoek bracht aan Kootstertille.
- Bij de Provinciale Statenverkiezingen van 2007 steunde Lyklema ondanks zijn VVD-lidmaatschap openlijk Anita Andriesen van de PvdA.
- In een uitzending van het televisieprogramma Nu we er toch zijn kreeg Lyklema in zijn laatste week als burgemeester nog bezoek van Eddy Zoëy. In dit televisieprogramma werd de gastvrijheid van de gemeente Achtkarspelen op de proef gesteld. Op 1 juni 2007 werd dit uitgezonden op BNN.